# Ghiacciaio Hewitt
Il ghiacciaio Hewitt è un ghiacciaio lungo circa 35 km situato nella regione sud-occidentale della Dipendenza di Ross, nell'Antartide orientale. Il ghiacciaio, il cui punto più alto si trova a circa 2400 m s.l.m., si trova nella dorsale Holland, sulla costa di Shackleton, dove fluisce verso est partendo dal versante sud-orientale della dorsale e scorrendo tra il versante meridionale della cresta Lewis e quello settentrionale del monte Tripp, fino a unire il proprio flusso a quello del ghiacciaio Lennox-King, sopra la superficie dell'insenatura di Richards.

## Storia
Il ghiacciaio Hewitt è stato così battezzato dai membri della spedizione antartica neozelandese condotta nella stagione 1959-60 in onore di Leonard R. Hewitt, comandante della base Scott nel 1959.